# Grimmia campylotricha
Grimmia campylotricha là một loài Rêu trong họ Grimmiaceae. Loài này được Müll. Hal. mô tả khoa học đầu tiên năm 1888.